# Austin Cindric
Austin Louis Cindric (* 2. September 1998 in Columbus, Ohio) ist ein US-amerikanischer NASCAR-Rennfahrer. Er fährt aktuell den Ford Mustang mit der Startnummer 2 für Team Penske in der NASCAR Cup Series. Zu seinen Erfolgen zählen die Siege der NASCAR Xfinity Series 2020 und des Daytona 500 2022.

## Familie
Cindric ist nicht der Erste in seiner Familie der eine Karriere im Motorsport machte: sein Großvater Jim Trueman war bereits Teambesitzer und Fahrer und sein Vater Tim Cindric ist Präsident von Team Penske.

## Karriere

### Anfangsjahre
Cindric begann seine Motorsportkarriere mit semi-professionellen Legends Car-Rennen in North Carolina. 2013 wechselte er in das USF2000 Championship, wo er bis 2014 Rennen im Rahmen des Road to Indy Program fuhr. Nebenbei fuhr er ebenfalls mit historischen Rennwagen wie dem Porsche 944. Im USF2000 konnte er 2013 noch den siebten Platz in der Fahrerwertung belegen, im Folgejahr beendete er die Saison auf Platz 14. 2014 fuhr er ebenfalls in den Global RallyCross Championship Lites, wo er bei den X-Games in Austin die Bronzemedaille holte. Im Oktober debütierte er in der IMSA Continental Tire Sports Car Challenge.
2015 nahm er mit 17 Jahren am 12-Stunden-Rennen von Bathurst teil. Mit dem australischen Rennteam Erebus Motorsport beendete er das Rennen auf Platz 21. Im CTSCC gewann er sein erstes Rennen im Juli, was ihn zum jüngsten Sieger in der Rennserie machte. 2016 fuhr er für K-PAX Racing den McLaren GT3 in der Pirelli World Challenge.

### Stockcar

#### Regionalserien und Camping World Truck Series

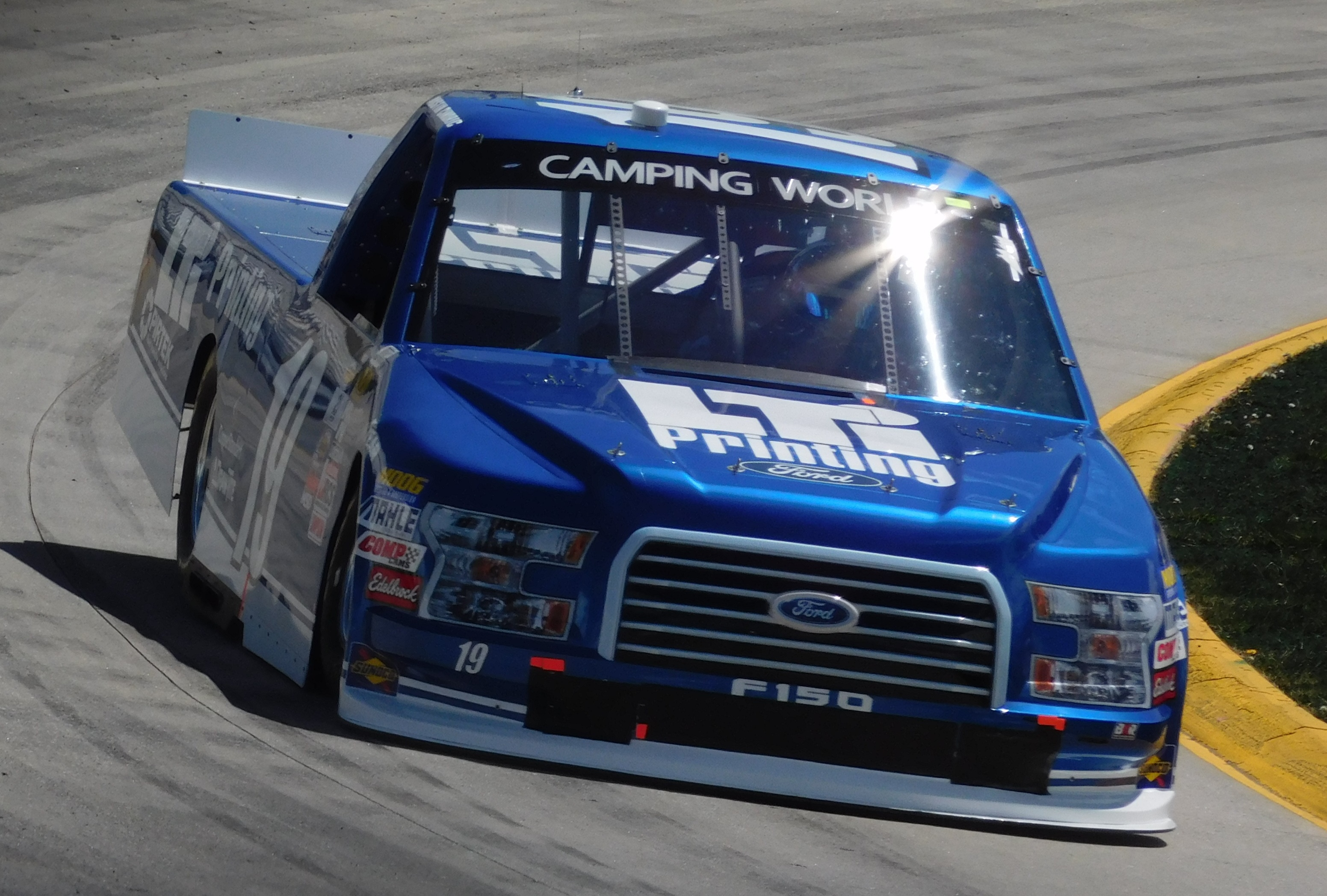
Cindric in Martinsville 2017

Im Juli 2015 debütierte Cindric in der Arca Racing Series beim Rennen auf dem Iowa Speedway. Er fuhr den Wagen mit der Nummer 99 für Cunningham Motorsports und schaffte es auf Platz 4. Seinen einzigen Sieg in der Rennserie erzielte er, als er das Rennen auf dem Kentucky Speedway gewann. Sein NASCAR-Debüt folgte als er in der Camping World Truck Series den verletzten Austin Theriault ersetzte. Er fuhr ab 2016 zwei Rennen in der K&N Pro Series East, wobei er sowohl in Virginia als auch in Watkins Glen den Sieg holte.
2017 entschied sich Cindric gegen einen Sitz in Sportwagenrennen und unterschrieb einen Vertrag bei Brad Keselowski Racing in der Truck Series. Trotz eines unfallbedingten 27. Platz beim Saisonauftakt in Daytona, gelang es ihm sich wieder in die Punkte zu kämpfen. Beim Rennen im Canadian Tire Motorsport Park sicherte er sich seinen ersten Sieg. Das Rennen wurde jedoch kontrovers diskutiert, da Cindric den führenden Kaz Grala einen Stoß gab der ihm den Sieg kostete. Insgesamt beendete er die Fahrerwertung auf dem dritten Platz.

#### Xfinity Series

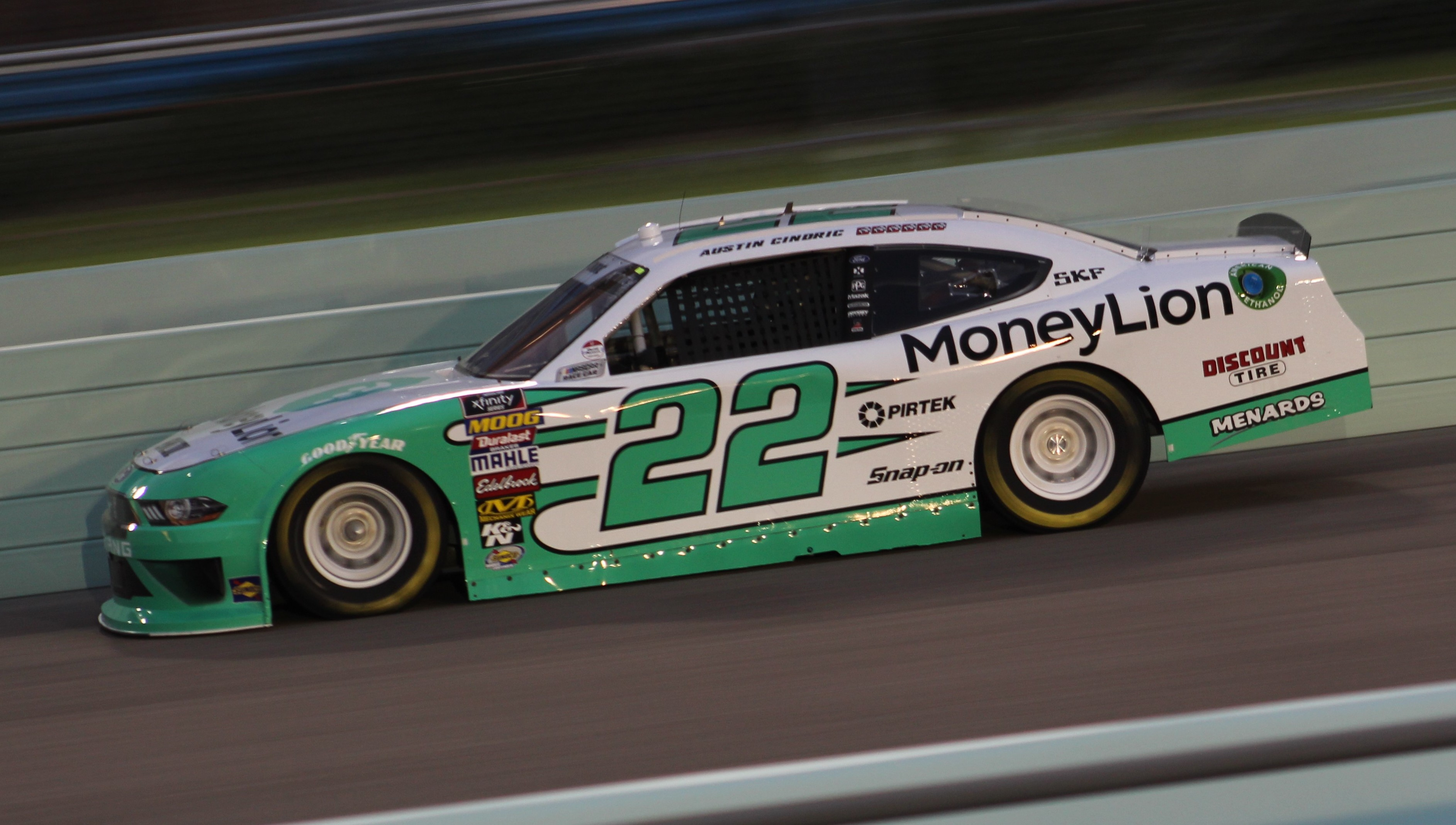
Cindrics Ford Nr. 22 in Homestead, 2018

Nachdem er bereits im August 2017 für Team Penske ein Rennen in der Xfinity Series bestritten hatte, unterschrieb er einen Vollzeitvertrag in der Rennserie für die Saison 2018. Er fuhr dort drei Ford Mustangs, sowohl für Team Penske als auch Roush Fenway Racing. Mit der Nr. 12 von Team Penske gelangen ihm einige Punktplatzierungen, mit der Nr. 60 von RFK Racing kam es jedoch sowohl für ihn als auch für seine Mitfahrer zu mehreren Unfällen. Im selben Jahr nahm er auch zum ersten Mal am 24-Stunden-Rennen von Daytona teil.
Am 8. November 2018 wurde bekanntgegeben, dass er Vollzeit die Nr. 22 für Team Penske im Jahr 2019 fahren würde. Im Verlauf des Jahres gelang ihm sein erster Sieg in der Xfinity Series auf der Rennstrecke Watkins Glen. Er beendete die Saison letztendlich als Sechster. Im Verlauf des Jahres machte er seine ersten Erfahrungen in der Monster Energy NASCAR Cup Series als er Brad Keselowski im finalen Training vertrat und im Rennen auf Stand-by blieb. Im September ersetzte er Michael McDowell ebenfalls im Training.
Im Rahmen seines Vertrags bei Penske war er ebenfalls 2020 für das Rennsportteam aktiv. Nach mehreren Podien gelang es ihm beide Rennen auf dem Kentucky Speedway zu gewinnen. Dieser Erfolg machte ihn zum ersten Fahrer seit Richard Petty der an zwei aufeinanderfolgenden Tagen auf derselben Strecke Rennen einer nationalen Rennserie gewann. Auch das nächste Rennen auf dem Texas Motor Speedway konnte er gewinnen. Er schaffte es in den Folgerennen in die Playoffs einzuziehen, doch aufgrund eines Unfalls landete er in der zweiten Runde in Kansas auf dem 28. Platz. Ihm gelang es jedoch mit einem 4. Platz in Texas und einem 10. in Martinsville sich einen Platz im Saisonfinale in Phoenix zu sichern. Im Rennen konnte er dank einer Gelbphase frische Reifen aufziehen und sich den Sieg sichern. Ihm gelang so sein erster Meisterschaftssieg in der NASCAR Xfinity Series.
In der Folgesaison im Jahr 2021 gelang Cindric der Sieg im Saisonauftakt in Daytona und er führte lange Zeit in der Fahrerwertung. Im Saisonfinale führte er das Rennen in Phoenix an, verlor jedoch in der letzten Runde die Rennführung an Daniel Hemric der sich somit die Meisterschaft sicherte.

#### Cup Series
Im Oktober 2020 gab Team Penske bekannt, dass Cindric ab 2021 Teilzeit in der NASCAR Cup Series fahren würde, bevor er für die Saison 2022 Matt DiBenedetto in der Nr. 21 ersetzen sollte. Beim Daytona 500 kam es zu seinem offiziellen Debüt in der Rennserie, landete jedoch unfallbedingt auf dem 15. Platz. In Indianapolis gelang ihm seine erste Top-10-Platzierung.
Im Juli 2021 wurde bekanntgegeben, dass Cindric statt der Nr. 21 schließlich die Nr. 2 für Team Penske in der Folgesaison fahren würde.

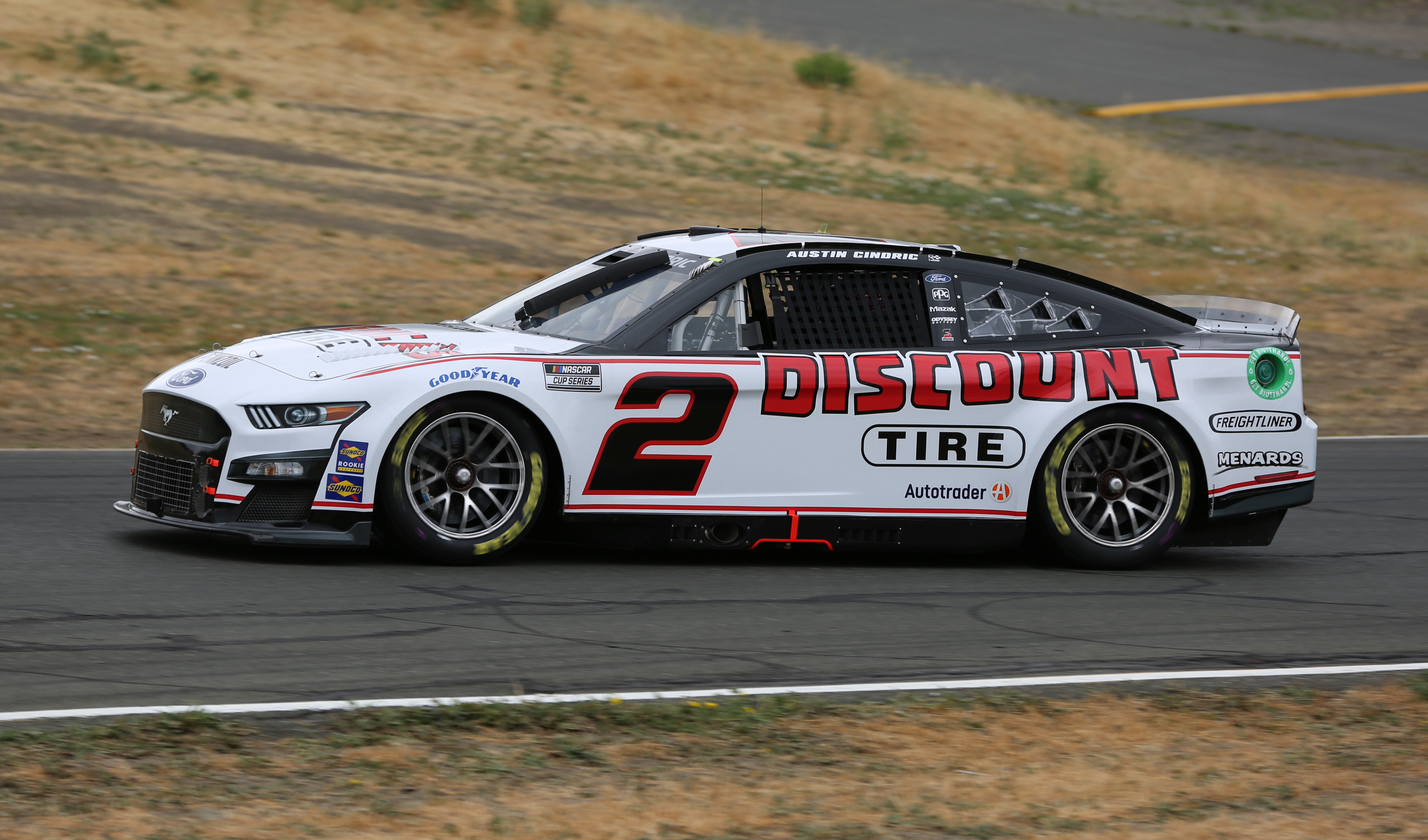
Cindric bei einem Rennen auf dem Sonoma Raceway, 2022

Der Saisonstart in Daytona wurde auch gleich zu einem der größten Erfolge in Cindrics Karriere, da er das prestigeträchtige Daytona 500 als zweitjüngster Fahrer der NASCAR-Geschichte gewinnen konnte. Der Sieg wurde dabei nach mehreren Gelbphasen, einer Rotphase und einer Verlängerung mit einem Unterschied von 0,036 Sekunden zwischen Cindric und Bubba Wallace entschieden. Es war ebenfalls der erste Daytona 500-Sieg für Team Penske seit Joey Logano 2015. In den nächsten Rennen sicherte sich Cindric die Pole-Position auf dem Auto Club Speedway und führte für kurze Zeit auch die Fahrerwertung an. Er wurde somit zum zweiten Rookie in der Geschichte der NASCAR dem dies gelang. Trotz allem flog er in der Round of 12 aus den Playoffs raus und beendete die Saison auf dem 12. Platz. Er wurde ebenfalls zum Rookie of the Year.
Die Saison 2023 beendete nach Schwierigkeiten auf dem 24. Platz. Aufgrund seltener Top-10-Platzierungen verpasste er die Playoffs und musste aufgrund eines Unfalls in den letzten Runden seine Hoffnungen auf eine vordere Platzierung beim Daytona 500 aufgeben. Als Reaktion der schlechten Ergebnisse entschied sich Team Penske dazu Cindrics ehemaligen Crew Chief Brian Wilson einzustellen. Mit diesem hatte Cindric bereits die Xfinity Series gewonnen.
In der Saison 2024 gelang Cindric sein erster Sieg seit 85 Rennen, als er sich beim Rennen auf dem Gateway Motorsports Park durchsetzte. Er schied beim Rennen in Charlotte aus den Playoffs aus.